# Ahmed Şükrü Bey
Ahmed Şükrü Bey  o Ahmet Şükrü Bayındır (Kastamonu 1875 - Ankara, 13 de juliol de 1926) fou un polític turc. De família modesta va aconseguir estudiar i va esdevenir mestre. Es va afiliar al Comitè Unió i Progrés (CUP) poc abans de la revolució del 1908. Després de la revolució del juliol de 1908 fou governador del districte de Siroz. Després d'estar al ministeri de l'Interior, fou ministre d'Educació el 1913, càrrec que va retenir fins al 1918, període en què va augmentar el nombre d'escoles (sobretot per noies) i va millorar universitats i establiments educatius de formació de mestres; va promocionar la publicació de material pedagògic i es va enfrontar al Xaikh al-Islam Khayri Efendi quan va voler posar tota l'educació sota dependència del seu ministeri incloent les escoles de les fundacions religioses. Al final de la guerra fou deportat pels britànics a Lemnos (setembre de 1919) i després a Malta. D'aquí es va escapar el setembre de 1921 i va tornar a Turquia; el govern nacionalista el va agafar al seu servei i després d'un càrrec menor a İzmit el va fer governador de la província de Trebisonda. L'abril de 1923, junt amb Kara Kemal i altres antics Joves Turcs, va intentar refundar el CUP (formalment dissolt el 1918) però a l'agost de 1923 fou elegit a la segona Gran Assemblea Nacional per Izmit en la llista del Partit Republicà del Poble de Mustafà Kemal. El 1924 va abandonar aquest partit per fundar el Partit Republicà Progressista (Terakkiperver Cumhuriyet Fırkası) que fou dissolt pel govern el juny de 1925; el 1926 fou acusat de conspirar per assassinar Ataturk. Fou declarat culpable, condemnat a la forca i penjat el 13 de juliol del mateix any.